# EUSO
EUSO (англ. Extreme Universe Space Observatory, Космічна обсерваторія екстремального всесвіту) — серія експериментів, присвячених дослідженню космічних променів і нейтрино надвисоких енергій. Основний експеримент мав включати спостереження з Міжнародної космічної станції в пошуках флюоресценції земної атмосфери від космічних променів, однак цей експеримент так і не був реалізований.

## JEM-EUSO
Основним експериментом цієї програми мало бути виявлення космічних променів шляхом спостереження з космосу за флюоресценції в земній атмосфері під час проходження таких частинок. Спостереження мали вестися з Міжнародної космічної станції, а земна атмосфера використовувалась би як гігантський детектор.
Спочатку місія EUSO розроблялась Європейським космічним агентством (ЄКА) і призначалась для розміщення на європейському модулі «Колумбус». EUSO успішно завершила дослідження «Фази А», однак у 2004 році ЄКА вирішило не продовжувати місію через програмні та фінансові обмеження. Потім місію було перепроєктовано для розміщення на борту японського модуля «Кібо», а місія була перейменувана на JEM-EUSO.
Пропонований інструмент складався з набору з трьох великих лінз Френеля діаметром 2,65 метра (з обрізаними краями, щоб зменшити мінімальний діаметр до 1,9 метра, щоб вони вмістилися в транспортній корабель HTV). Лінзи мали фокусувати світло на детектор, що складався б зі 137 модулів, кожен з яких являв би собою масив фотопомножувачів 48 x 48. Спостереження мали вестися в смузі 300—450 нм (від низькоенергетичного ультрафіолету до темно-синього), а час прибуття фотонів визначався з точністю до 2,5 мікросекунди.
Окрім своєї основної наукової місії, EUSO також могла б використовуватися для виявлення орбітального космічного сміття, яке може становити загрозу для МКС, але є занадто малим, щоб його помітили наземні прилади (від 1 до 10 см). Знайдені небезпечні частинки планувалось відхиляти за допомогою лазера.

### Інші проєкти в межах EUSO
Парелельно з розробкой космічної місії та додатково до неї в межах EUSO розроблялись інші проєкти з дослідження космічних променів. Деякі з них виконували суто допоміжну функцію для тестування технологій, натомість як інші виробляли самостійні наукові результати:
- EUSO-TA (Telescope Array — масив телескопів): наземний телескоп, призначений для перевірки технології телескопів EUSO. Був встановлений у Блек-Рок-Меса, штат Юта, США, на одному з флуоресцентних детекторів Telescope Array у березні 2013 року і провів свої перші спостереження у 2015 році. Експеримент виявив кілька частинок космічних променів надвисоких енергій.
- EUSO-Balloon (balloon - повітряна куля): телескоп EUSO на основі повітряної кулі, призначений для подальшого тестування технології. Політ на повітряній кулі відбувся в 2014 році в Канаді і тривав 5 годин. Телескоп спостерігав штучні події, змодельовані за допомогою лазера.
- EUSO-SPB (Super Pressure Balloon — повітряна куля з супер-тиском): телескоп EUSO для повітряної кулі на великій висоті. Запущений у 2017 році з Нової Зеландії (місія EUSO-SPB1). Політ тривав 13 днів — значно менше запланованих 100 днів. Друга місія (EUSO-SPB2) була запланована на 2021 рік.
- TUS (Tracking Ultraviolet Setup, установка для ультрафіолетового трекінгу): російська місія на борту супутника «Михайло Ломоносов»[en], запущена в 2016 році. Спочатку не була частиною програми EUSO, але з 2018 року включена до програми.
- Mini-EUSO: ультрафіолетовий телескоп, який працює на МКС. Телескоп створює карту ультрафіолетового випромінювання земної атмосфери. Картування ультрафіолетового фону є важливим для подальших місій K-EUSO та JEM-EUSO. Місія розпочалася як співпраця між Італійським космічним агентством і Роскосмосом. Телескоп Mini-EUSO був запущений до МКС 22 серпня 2019 року[5].
- K-EUSO (KLYPVE-EUSO; KLYPVE — російська абревіатура для космічних променів екстремальної енергії): запланований проєкт Роскосмосу з розміщення телескопа у російському сегменті МКС. Проєкт базується на експерименті TUS російського супутника «Михайло Ломоносов»[en].
- POEMMA (Probe Of Multi-Messenger Astrophysics, проба багатоканальної астрофізики): місія з двох супутників для спостереження за космічними променями надвисоких енергій в атмосфері. Станом на 2018 рік це концептуальне дослідження, спонсороване НАСА.